# کلیسای اولم
کلیسای اولم (به آلمانی: Ulmer Münster) یک کلیسای لوتریانیسم تاریخی در شهر اولم آلمان است.به‌خاطر بزرگی ساختمان آن گاهی به آن لقب کلیسای جامع داده می‌شود اما اولم در واقع کلیسای جامع نیست چرا که هیچگاه مقر اسقفی نبوده است.
ساخت کلیسای اولم در دوره باروک (۱۳۷۷ میلادی) آغاز گشت و در سال ۱۸۹۰ پایان یافت. ارتفاع برج این کلیسا ۱۶۱ متر است که آن را به بلندترین برج کلیسا در جهان تبدیل کرده است. همچنین این کلیسا بین سال‌های ۱۸۹۰ تا ۱۹۰۱ عنوان بلندترین ساختمان جهان را دارا بود.

## نگارخانه

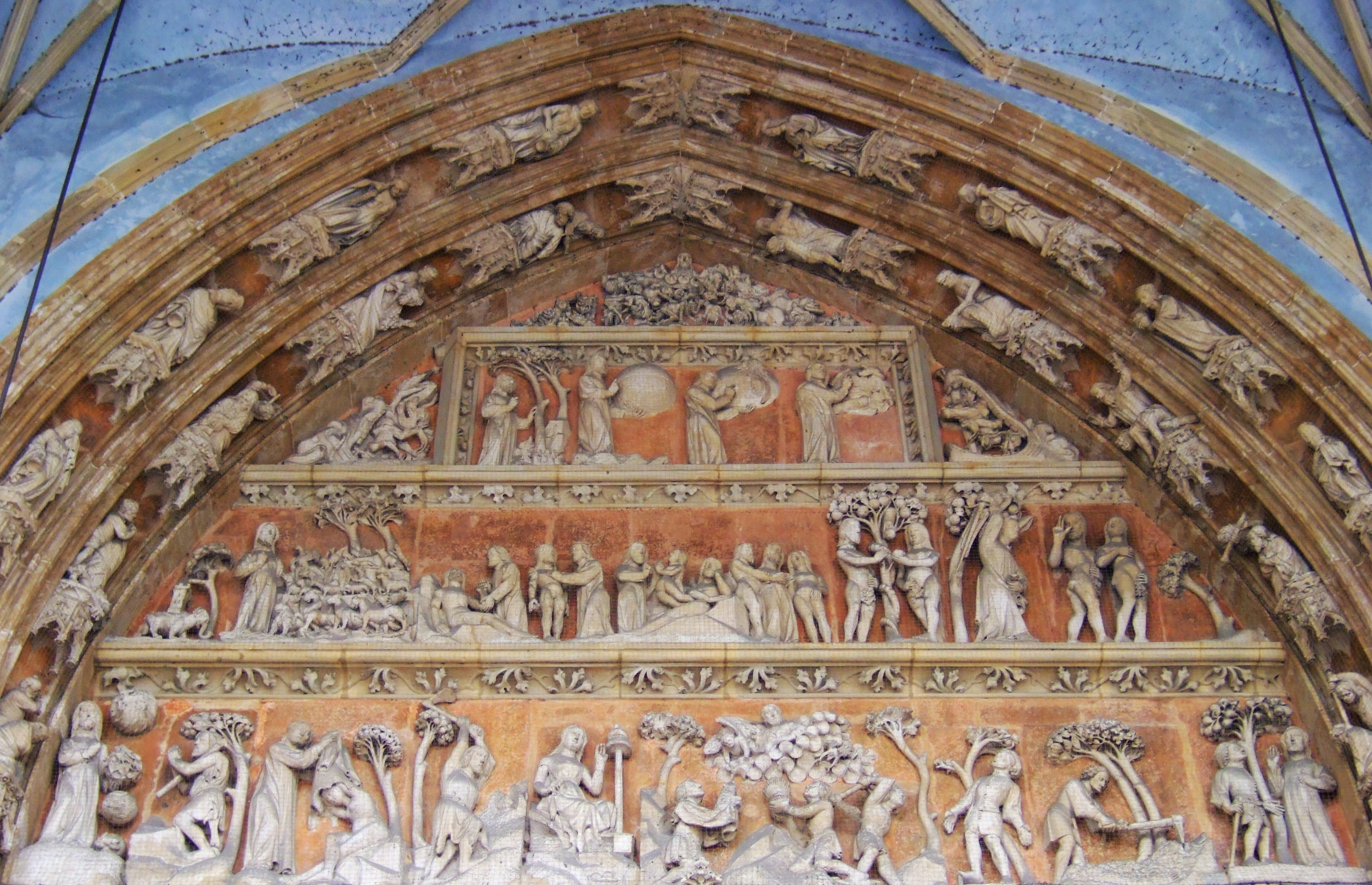
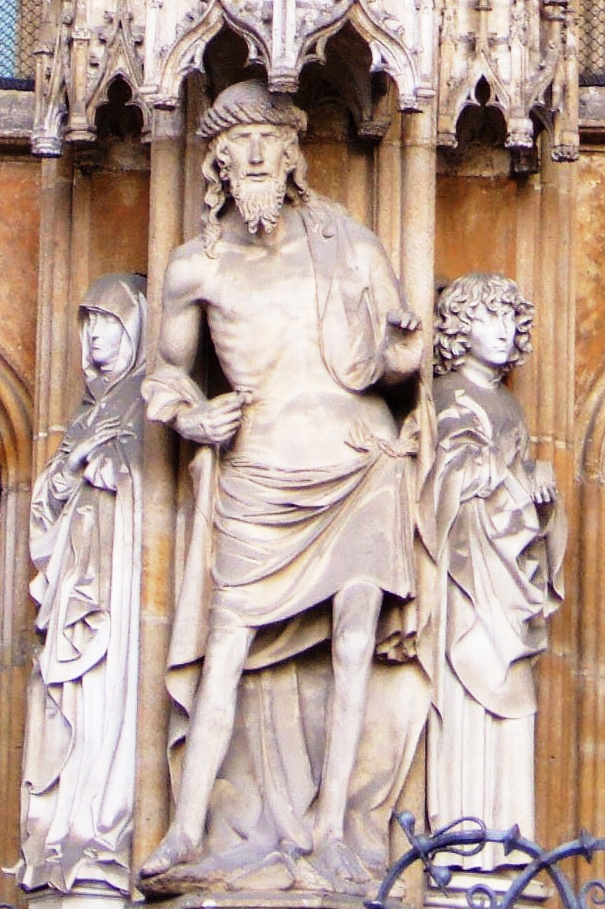
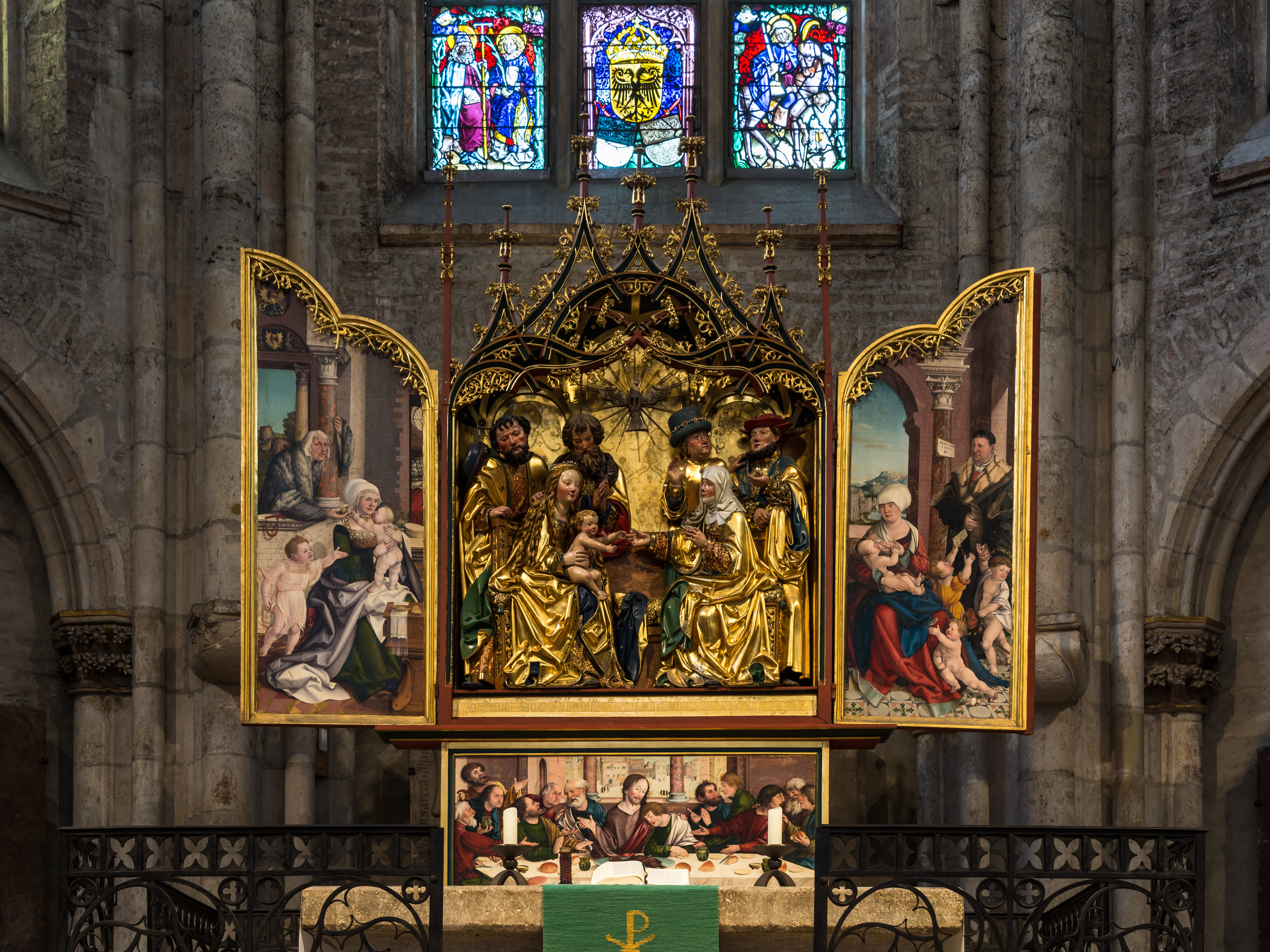
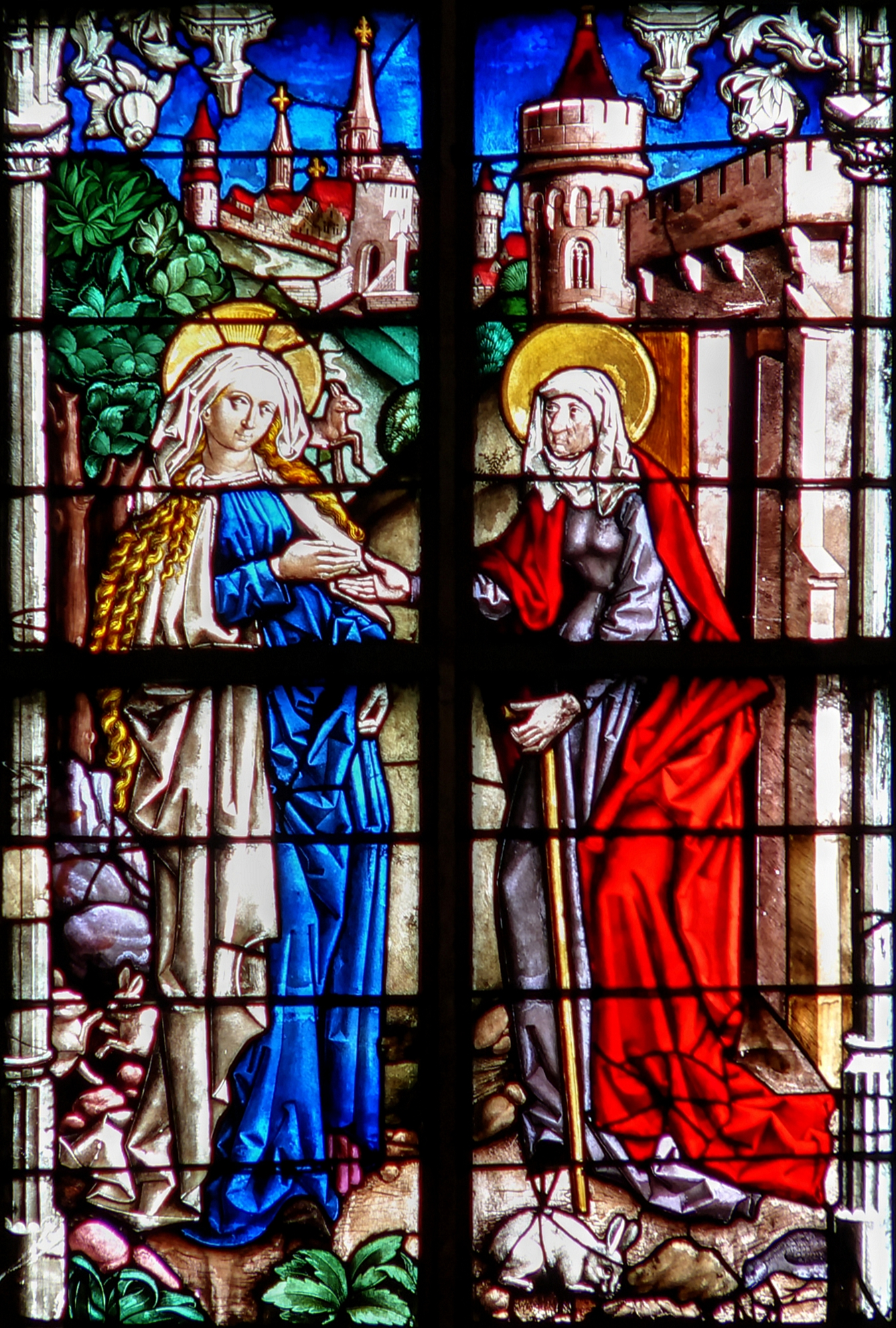
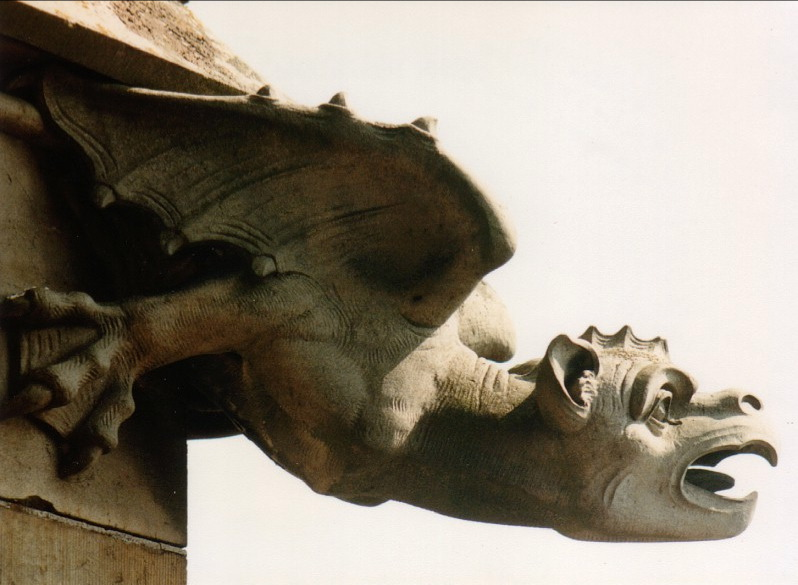
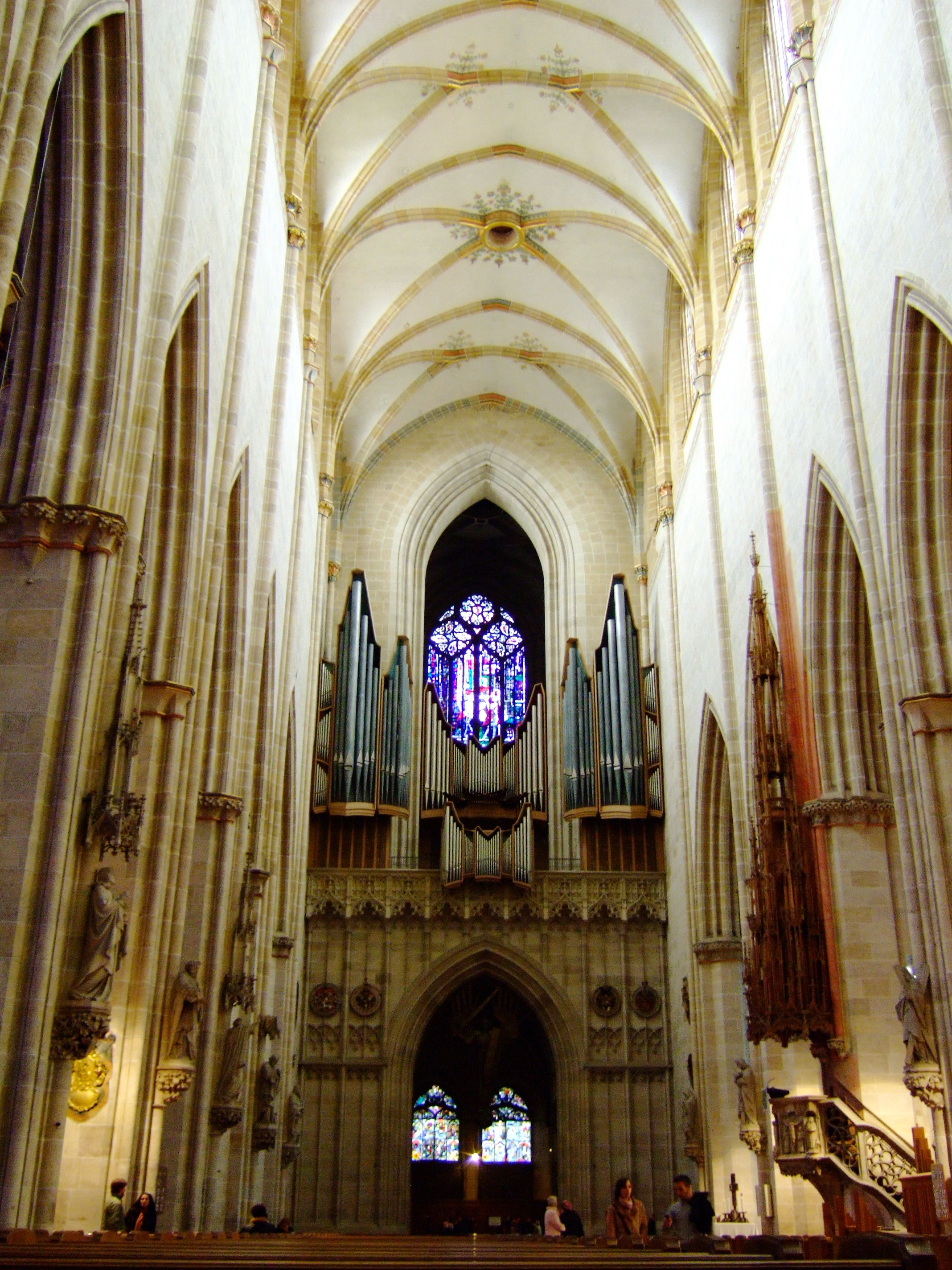
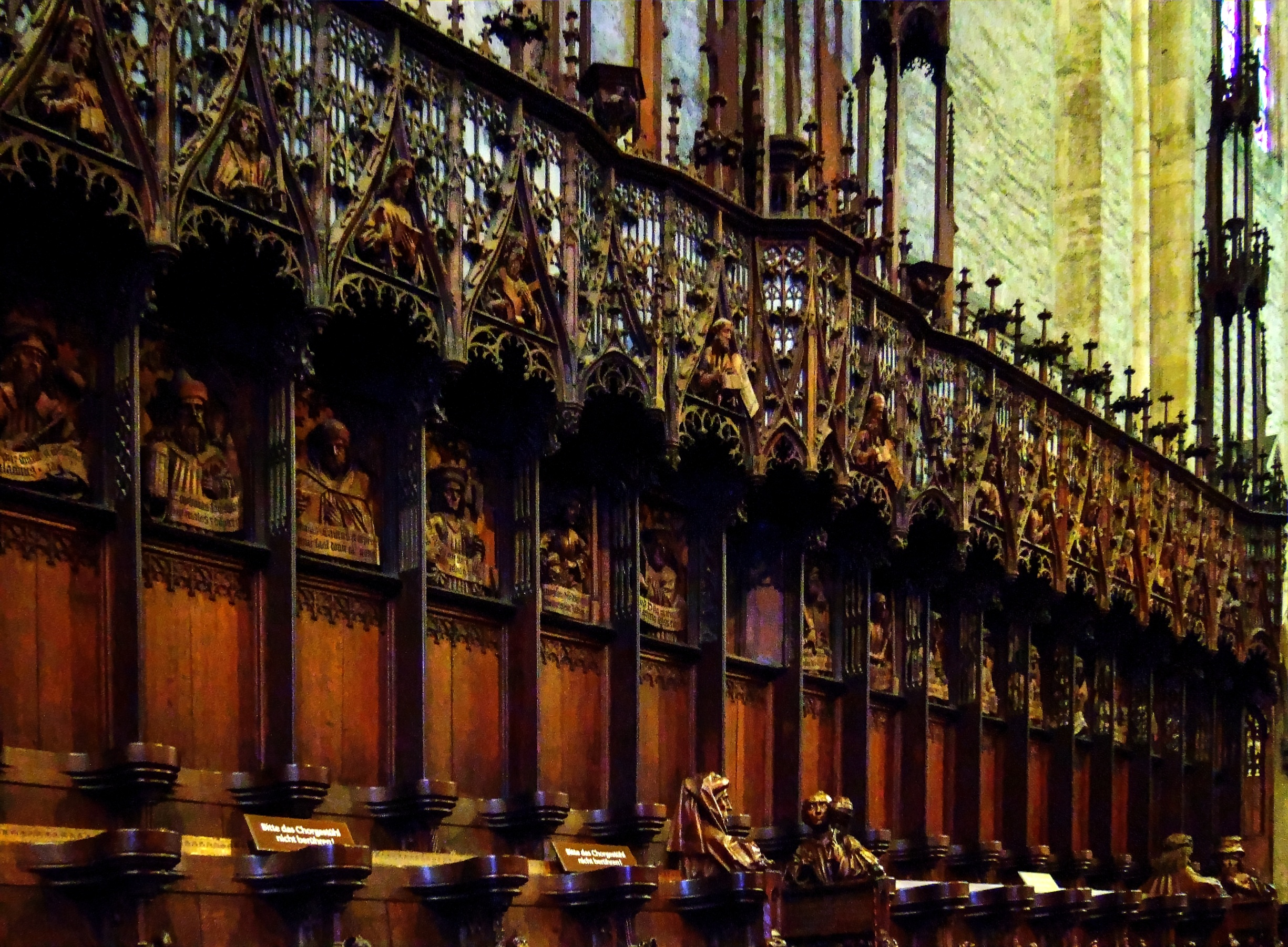
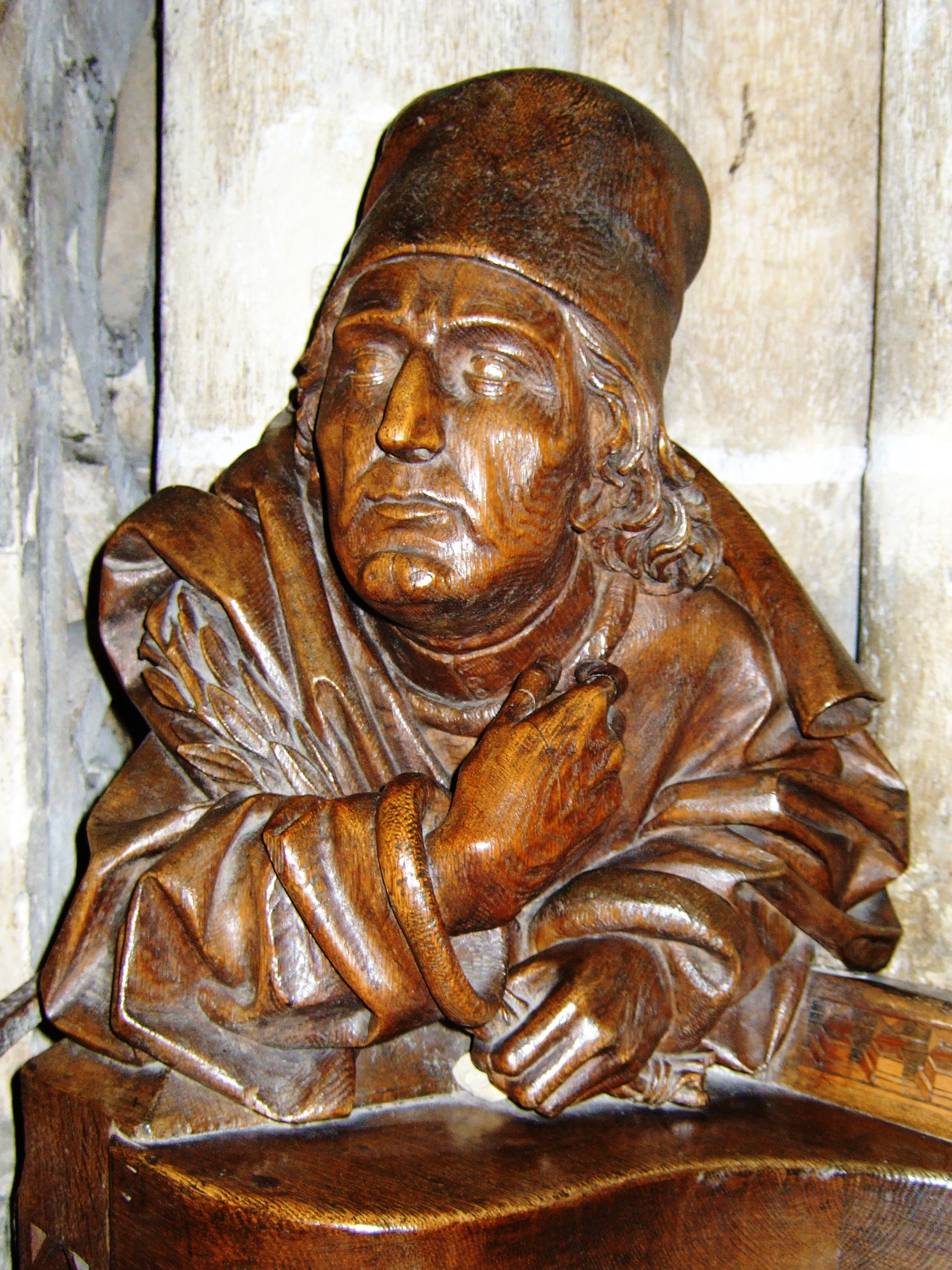
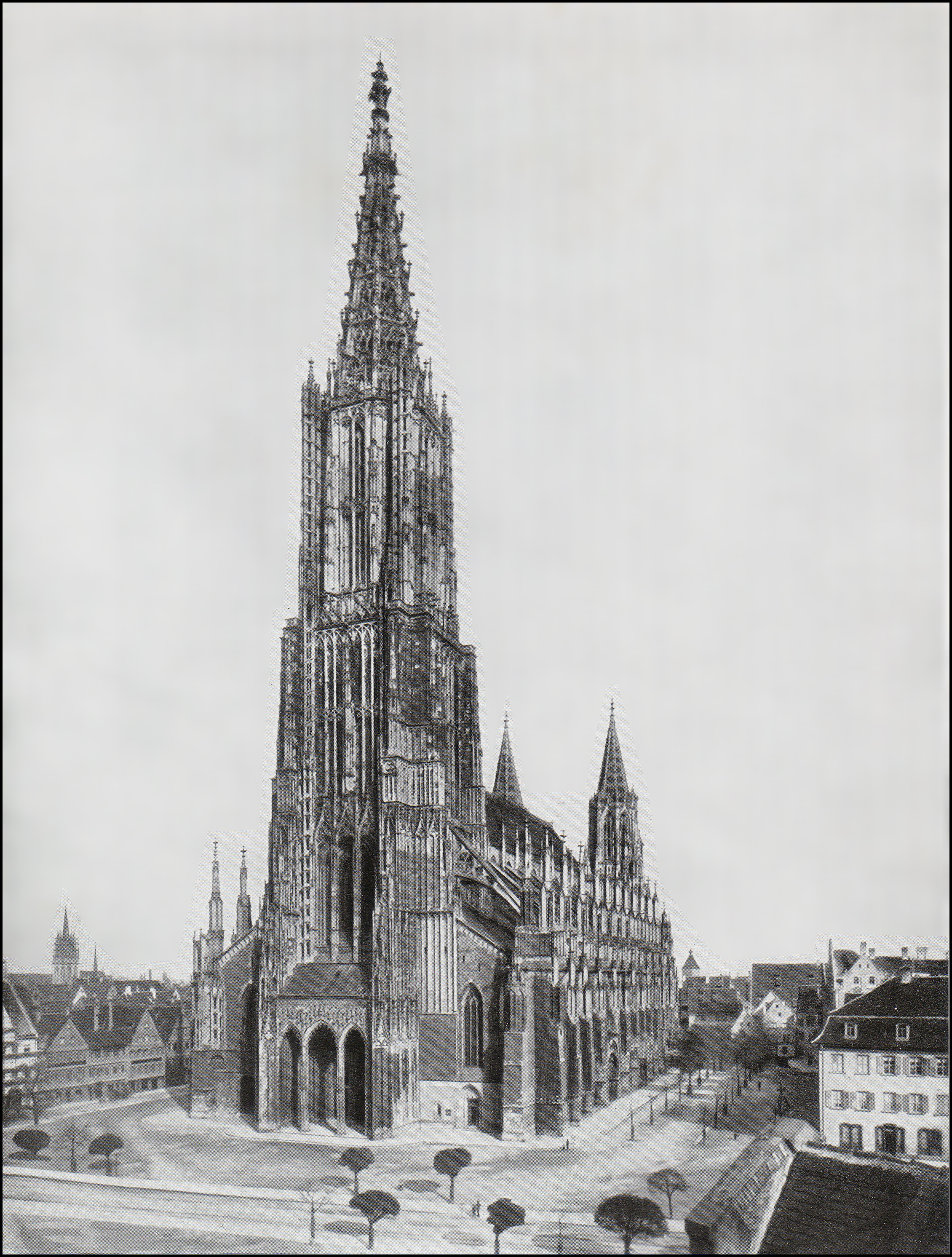
کلیسای اولم در سال ۱۹۱۰ میلادی.